# Nenad Bićanić
Nenad Bićanić (Zagreb, 6. rujna 1945. – Veli Lošinj, 8. listopada 2016.) bio je dopisni član Hrvatske akademije znanosti i umjetnosti, jedan od vodećih znanstvenika u svijetu s područja građevinarstva i računalne mehanike.

## Životopis
Nenad Bićanić je kao rođeni Zagrepčanin u rodnom gradu proveo djetinjstvo, završio četverogodišnju osnovnu školu i nižu gimnaziju, a potom je upisao jednu godinu na Građevinsko-tehničkoj školi u Klaićevoj ulici, da bi potom nastavio kao prva generacija u novoj školi u Novom Zagrebu. Zbog već pokazanih sklonosti tehnici, ali i po savjetu oca, odluka o prijelazu iz Klasične gimnazije u Križanićevoj na Građevinsko-tehničku školu činila se prirodnim izborom. Posebno ga je zanimala veza arhitekture i konstrukcija, sve što je povezano s čvrstoćom i konstruktorskom vizualizacijom, zapravo sve što je u skladu sa zahtjevima da građevine odgovaraju idealu odnosno tzv. Vitruvijevom trokutu – firmitas, utilitas i venustas (čvrstoća, smisao i estetika). Sa zahvalnošću se Bićanić prisjećao koliko su u srednjoj školi za njegovo daljnje profesionalno usmjerenje utjecala predavanja iz statike profesora Lucijana Delaka i iz nacrtne geometrije profesora Milana Plešea. Građevinski je fakultet Sveučilišta u Zagrebu upisao 1964., a diplomirao je krajem 1968. godine.
Nakon diplome na Građevinskom fakultetu Sveučilišta u Zagrebu, doktorirao je na Velškom sveučilištu (University of Wales, Swansea) 1978. Radio je na Građevinskom fakultetu u Zagrebu gdje je 1985. izabran za redovitog profesora. Od 1985. do 1994. bio je predavač na Velškom sveučilištu. Izabran je za profesora građevinarstva 1994. na Sveučilištu u Glasgowu (Glasgow University), a ujedno je bio redoviti profesor u naslovnom zvanju Građevinskog fakulteta u Zagrebu i Građevinskog fakulteta u Rijeci. Od 1997. do 2001. bio je predstojnik Građevinskog odjela Sveučilišta u Glasgowu. 
Bio je direktor Zajedničkog istraživačkog instituta za mehaniku materijala i struktura te bioinženjering (Joint Research Institute of Mechanics of Materials and Structures and Bioengineering). 
Za dopisnog člana HAZU izabran je 2010. 
Prof. dr. sc. Nenad Bićanić svojim je radovima znatno doprinio razvoju građevinarstva i računalne mehanike i odgojio brojne mlade znanstvenike, među kojima i nekoliko iz Hrvatske. Područje njegova rada bile su metoda konačnih elemenata, metoda diskretnih elemenata, metoda diskontinuiranih deformacija, statika i dinamika konstrukcija, konstitutivni modeli krhkih materijala, modeliranje ponašanja betona pri naglim opterećenjima i velikim temperaturama.
Objavio je više od 150 članaka u međunarodnim časopisima i zbornicima sa skupova koji su 296 puta citirani u Web of Science. Bio je organizator dugogodišnje serije međunarodnih konferencija o modeliranju ponašanja betona i betonskih konstrukcija te jedan od osnivača i bivši predsjednik Udruge za računalnu mehaniku u inženjerstvu (Association for Computational Mechanics in Engineering). 
Izabran je za člana Instituta za građevinarstvo u Londonu i Međunarodne asocijacije za računalnu mehaniku. Također je bio urednik međunarodnog časopisa International Journal of Computers & Concrete za Europu.
I nakon odlaska u Veliku Britaniju prof. dr. sc. Nenad Bićanić intenzivno je surađivao s hrvatskim znanstvenicima i stručnjacima sudjelujući u poslijediplomskoj nastavi, u realizaciji dva TEMPUS-ova projekta i radom u Hrvatskom društvu za mehaniku koje ga je izabralo za svog počasnog člana. 

## Nagrade i priznanja
- 2004. 	Počasni član Hrvatskog društva za mehaniku
- 2010. 	Dopisni član Hrvatske akademije znanosti i umjetnosti
- 2001. 	Fellow International Association Computational Mechanics (FIACM)
- 1998. 	Fellow Institution of Civil Engineers, London (FICE) 1998[4]

## Vanjske poveznice
- Nenad Bićanić, HAZU
- Popis radova na Hrvatskoj znanstvenoj bibliografiji[neaktivna poveznica]
- Bićanić, Nenad Hrvatska tehnička enciklopedija, portal hrvatske tehničke baštine. LZMK